# Festung Lichtenau

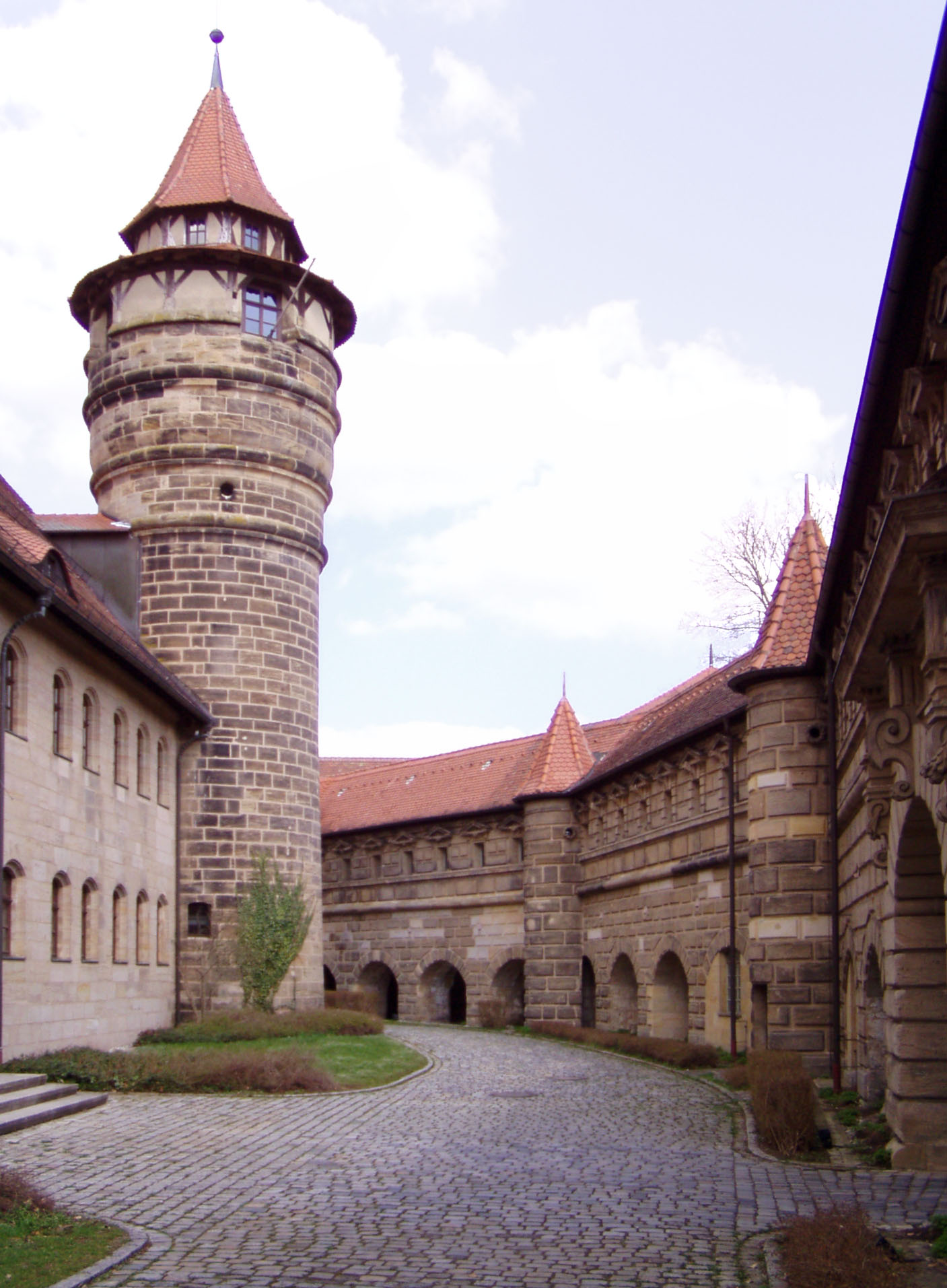
Innenhof der Feste

Die Festung Lichtenau ist eine ehemalige Wehranlage der Nürnberger Burgherren im Markt Lichtenau in Mittelfranken.

## Geschichte der Festung

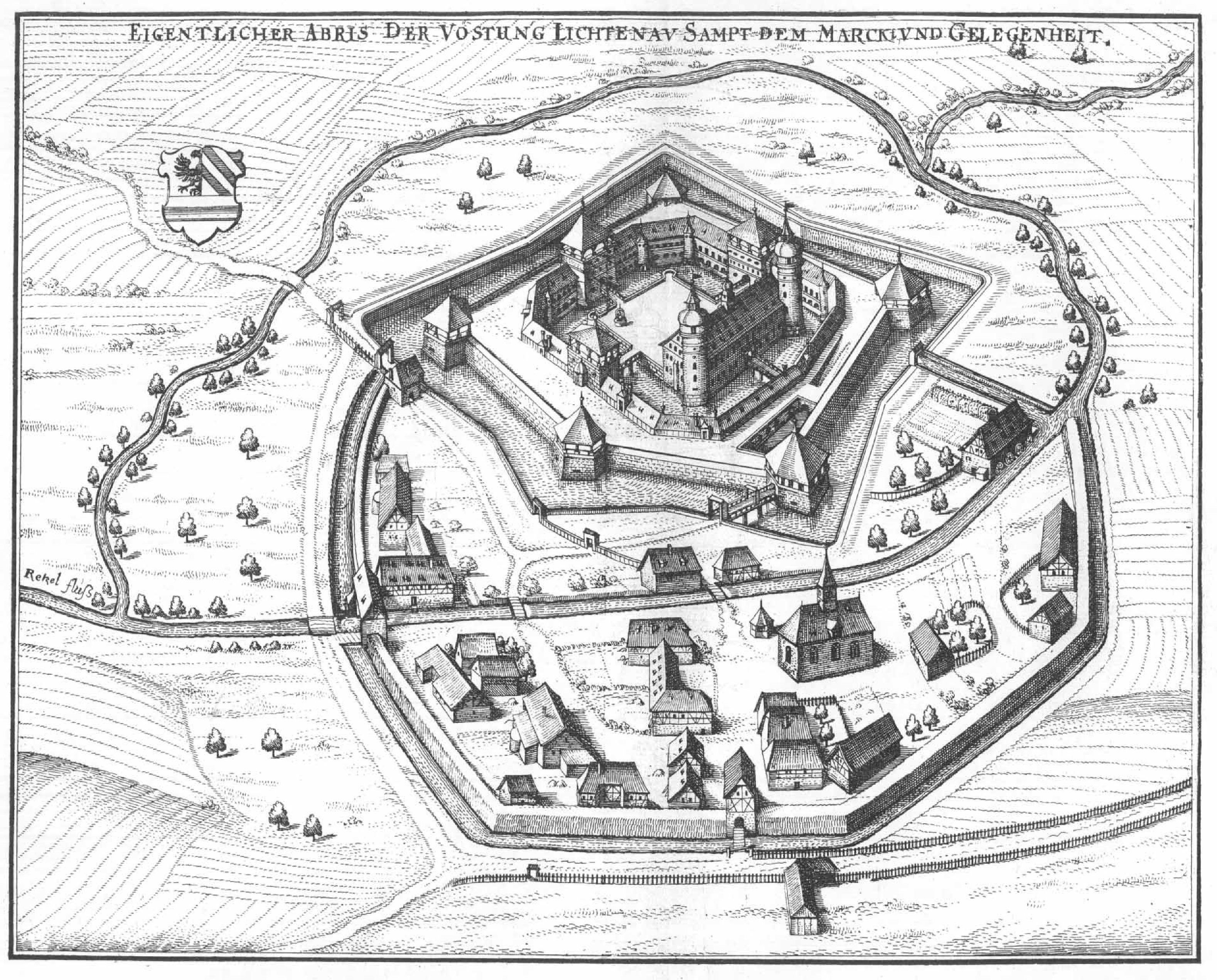
Die Festung und der Markt Lichtenau

Die Festung Lichtenau geht auf eine mittelalterliche Wasserburg zurück. Eine Burg in Lichtenau wurde erstmals 1246 erwähnt, als Rudolf von Dornberg für seinen Todesfall ohne Nachkommen verfügte, dass die Burgen Dornberg und Lichtenau an den Würzburger Bischof fallen sollten. Dennoch verfügte sein Erbe Wolfram von Dornberg weiterhin über die Burg, aus seiner Zeit sind auch vier Burgmannen aus den Schriftquellen bekannt. Nach Wolframs Tod kam Lichtenau 1288 durch seine Tochter Kunigunde an ihren Mann Konrad von Heydeck. Den Herren von Heydeck diente die Burg in der Folgezeit als Amtssitz und zeitweilige Residenz. 1386 erwarb Friedrich von Heideck das Nürnberger Bürgerrecht und stand der Stadt im Gegenzug das Öffnungsrecht in Lichtenau zu. Nürnberg nutzte die Burg noch im selben Jahr als Stützpunkt im ersten Städtekrieg und übte danach die faktische Oberhoheit über sie aus. 1406 kaufte Nürnberg dann den Ort und die Burg Lichtenau von Friedrich II. von Heideck. Durch die Lage Lichtenaus als taktischer Vorposten der Reichsstadt Nürnberg innerhalb des Territoriums der Markgrafen von Brandenburg-Ansbach kam es in der Geschichte häufig zu Spannungen und zu Zerstörungen während kriegerischer Auseinandersetzungen. Die Reichsstadt war nun zum ersten Mal im Besitz eines Territoriums, in dem ihr auch die hohe Gerichtsbarkeit und somit die Landeshoheit zustand. Offenbar kam der Rat der Stadt aber zu der Überzeugung, besser jemanden zur Tarnung vorzuschieben, um Misshelligkeiten mit den Burggrafen zu vermeiden. So wurde ein Teil des Gebiets an das „Reiche Almosen“, eine Stiftung des Nürnberger Bürgers Burkhard Seiler, verkauft, Markt, Burg und Gericht Lichtenau aber 1409 an den Ratsherrn Heinrich Rummel, einen der Finanziers des Königs Ruprecht. Die Familie Rummel war durch Fernhandel zu großem Reichtum gelangt, sie saßen im Rat der Stadt. Der Sohn und Erbe, Ritter Franz Rummel, wandte auch große private Mittel für den Festungsausbau auf, den die Stadt durch Bestückung mit Geschützen und Munition unterstützte.
Im Ersten Markgrafenkrieg 1449 zog Albrecht Achilles in Lichtenau ein, verheerte das Land und eroberte die Burg, die erst 1453 an Franz Rummel zurückgegeben wurde. In den 1470er Jahren geriet das Rummelsche Unternehmen aber in Schwierigkeiten und 1472 wurde die Herrschaft Lichtenau an das Nürnberger Reiche Almosen verkauft. Zu gleichzeitig durchgeführten Ausbaumaßnahmen gehörten die Anlage eines äußeren Walls mit vorgeblendeter Mauer und eines äußeren Grabens. Die in den inneren Wassergraben vorspringenden neun Basteien wurden wohl 1481 errichtet.
Der Markgraf beanspruchte die Landeshoheit im Pflegamt Lichtenau, die wiederum Nürnberg demonstrativ für sich reklamierte. So beschloss der Markgraf 1498, die Hinrichtung eines gefangenen Übeltäters in Lichtenau stattfinden zu lassen, und bot dazu die Burgmannschaft und die Bauern in kriegsmäßiger Ausrüstung auf. Der Hügel nördlich des Orts, wo weithin sichtbar der Galgen errichtet wurde, trägt noch heute den Namen Galgenberg. Ab dem Ende der 1520er Jahre wurde mit weiteren Ausbauten begonnen, die aber nur langsam voran kamen. Im Zuge dessen wurde die Tordurchfahrt im Süden durch den Bau zweier eng beieinander stehender Torhäuser mit einer schrägen Mittelachse neu gestaltet und an der Innenseite des Walles Arkadengänge als Unterkünfte und Stallungen angelegt. 1528/30 wurde ein neues Wohngebäude errichtet, das alte blieb aber bestehen. Im Zuge des Zweiten Markgrafenkriegs wurde die Burg 1553, obwohl kampflos übergeben, von Albrecht Alcibiades vollkommen zerstört.

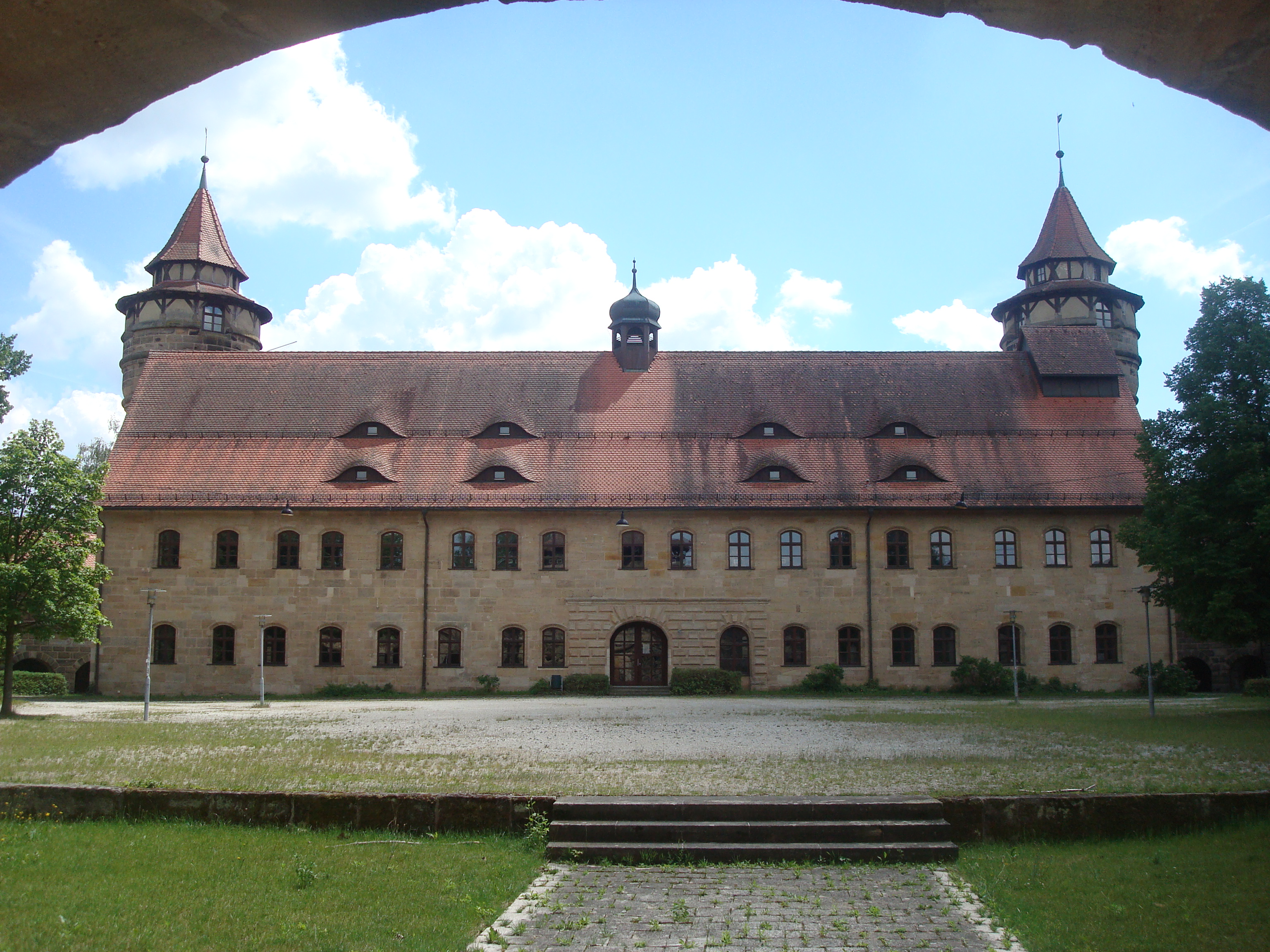
Nordfassade des Hauptgebäudes

Die Reichsstadt Nürnberg ließ daraufhin ab 1558 für insgesamt 194.000 Gulden eine völlig neue Anlage von Wolf Jacob Stromer errichten, wohl nach älteren Plänen von 1538 des Baumeisters Antonio Fazuni. Aufgrund des zeitlichen Abstands war die Festung bei ihrem Baubeginn schon veraltet. Der Bau zog sich bis 1630 hin. Kaum ein Jahr später wurde die Festung von den kaiserlichen Truppen belagert und Georg Scheurl übergab die Festung, wieder ohne Gegenwehr, an den kaiserlichen Feldherren Tilly, der sie aber nicht beschädigte. Der letzte große Angriff auf die Feste erfolgte 1688 durch einen Überfall der Truppen des französischen „Sonnenkönigs“ Ludwig XIV. Die Franzosen forderten den Pfleger Johann Friedrich Haller von Hallerstein zur Übergabe auf. Dieser durchbrach jedoch die Tradition der kampflosen Übergabe und widersetzte sich, woraufhin die Franzosen die Erstürmung abbrachen.
1806 fiel Lichtenau, wie Nürnberg, an das Königreich Bayern, woraufhin die Festung als Gefängnis genutzt wurde. In dieser Zeit amtierte auf Lichtenau unter anderem Ludwig von Redwitz (1779–1848) als Zuchthausdirektor und es wurde ihm hier 1823 der später als Dichter bekannte Sohn Oskar von Redwitz geboren.
Die Festung Lichtenau ist ein Glanzstück der Renaissancebaukunst, auch wenn sie militärisch gesehen zum Zeitpunkt ihrer Fertigstellung nicht mehr den aktuellen Entwicklungen des Festungsbaus entsprach und durch ihre Lage im Tal nicht gut gegen Belagerungsartillerie zu verteidigen war.
Nach grundlegender Sanierung wird die Feste heute vom Freistaat Bayern als Außenstelle des Staatsarchivs Nürnberg genutzt. Der Innenhof und die Wallplattformen sind tagsüber zur Besichtigung zugänglich. Einmal jährlich im Juli organisiert der Heimatverein das Burgfest. Bei diesem Fest, das auch Jugendliche aus der weiteren Region anzieht, ist an zwei Tagen die Burg für die Bürger zugänglich.

## Beschreibung
Die ursprüngliche Burg dürfte mit Haupt- und Vorburg ein Plateau von ca. 60 × 45 m belegt haben. Obwohl der Neubau der Festung ab 1557 keine mittelalterlichen Bauteile der Burg integrierte, lässt sich ihr Aussehen mittels eines Plans von 1551 und zahlreicher Schriftquellen rekonstruieren. Die Burg bestand aus einem alten und neuen Wohnbau, einem Bergfried in der Nordwestecke, einem Torhaus, einem Brunnen, Stallungen und Wirtschaftsgebäuden. Die ursprüngliche Burg ist bis 1532 durch die Anlage eines Zwingers, rechteckiger Streichwehren und vor allem eines Walls mit vorgeblendeter Mauer als Schutz gegen Artilleriebeschuss modernisiert worden. Der Wall war mit neun halbrunden Streichwehren bewehrt, die durch eine Galerie unter dem inneren Wallfuß miteinander verbunden waren.
Nach dem Umbau zur Festung nahm das rechteckige Schloss genau den Raum der ehemaligen Kernburg samt Vorburg ein. Ebenso wurde der innere Wassergraben übernommen, was im frühneuzeitlichen Festungsbau einmalig ist. Der Außenwall mit seinen fünfeckigen Bastionen übernimmt Position und Rolle des spätmittelalterlichen Walles, auch die Galerie zum inneren Wassergraben wurde wiederhergestellt. Den Innenraum nahm nun das repräsentative Amtshaus des Nürnberger Pflegamtes ein, an dessen beiden südlichen Ecken Rundtürme angefügt sind. Sie sind zum einen ein Relikt einer ursprünglichen Planung als viertürmiges Kastell, zitieren aber auch die zwischen 1556 und 1559 errichteten Tortürme der Burg des Festungsbesitzers Nürnberg. Aus der letzten Phase des Festungsbaus ab 1599 stammt die ornamentale Fassade zum inneren Wassergraben und ihre drei turmartigen „Kavaliere“. Der Tatsache, dass das Konzept der Festung unter militärischen Gesichtspunkten hoffnungslos veraltet war, wurde durch einen Wandel zu einer repräsentativen, manieristisch geprägten Ästhetik Rechnung getragen.